# Назарейцы
Назаре́йцы, или назаре́и (нем. Nazarener), официально: Союз святого Луки (нем. Lukasbund), — творческое объединение немецких и австрийских художников романтического направления начала XIX века, стремившихся возродить эстетику и художественный стиль мастеров Средневековья и раннего итальянского Возрождения. Известны картинами на христианские, исторические и аллегорические сюжеты, которые были ориентированы на художественную концепцию итальянского искусства XV века.

## Название
Официальным названием группы было «Союз святого Луки». Святой Лука являлся покровителем всех живописцев и их объединений разных стран — гильдий Святого Луки со времен Средних веков, или академий, например Академия Святого Луки в Риме. Однако в истории искусства закрепился неофициальный термин: «назарейцы», изначально образованный от топонима — места рождения Иисуса Христа, города Назарета. Назареянин, Назарянин, или Назорей — евангельские прозвания Христа. Это прозвание дали членам Союза во время их жизни в заброшенном монастыре Сан-Исидоро в Риме. Само полуироничное наименование, по некоторым указаниям, произошло от «alla nazarena» — традиционного названия причёски с длинными волосами, подобной изображениям самого Христа, известной, в частности, по автопортретам Альбрехта Дюрера и вновь введённой в моду Овербеком. Прозвание, вероятно, было дано немецким художником Иоганном Христианом Рейнхартом (вариант — австрийским живописцем Йозефом Антоном Кохом).
Возможна также ассоциация со словом близкого написания: «назорей» (ивр. נָזִיר‎ [назир] — «посвящённый Богу») — в иудаизме человек, принявший обет воздерживаться от употребления вина), не стричь волос и не прикасаться к умершим (Чис. 6:1-21). «Ветхозаветные назореи — отшельники, подобно пророкам, они служили примером самоотверженной, святой жизни… Увлечённые идеями подвижничества, немецкие художники начала XIX века решили показать пример подлинно христианского благочестивого искусства».

## История
После поражения при Йене и Ауэрштедте (1806) последнее и самое крупное из немецких государств, Пруссия, было разгромлено Наполеоном, и под его властью оказалась вся Германия. Завоевание страны оказало заметное влияние на умонастроения образованных немцев, порождая эскапизм и «мечты о прекрасном прошлом».
В 1809 году в Вене Иоганн Фридрих Овербек, Франц Пфорр, Людвиг Фогель, Йозеф Зуттер, Иоганн Конрад Готтингер, Йозеф Винтергерст, недовольные консерватизмом преподавания искусства в венской Академии изобразительных искусств, в частности академиста Генриха Фридриха Фюгера, решили искать новые направления. Это привело к конфликту в самой Академии, в результате чего Овербек в 1810 году был из неё исключён «за неспособность».
20 июня 1810 года Овербек вместе с Пфорром, Зуттером, Готтингером и Фогелем прибыли в занятый наполеоновскими войсками Рим. Они поселились в зданиях опустевшего монастыря Сант-Исидоро — обители ирландских францисканцев на холме Пинчо. Помощь и содействие им оказал директор Французской Академии в Риме, затем к ним примкнули и другие немецкие живописцы. 10 июля 1810 года, в годовщину первой встречи, художники поклялись хранить верность истине, возрождать пришедшее в упадок искусство и бороться против академических методов живописи. Свой союз они назвали в честь евангелиста Святого Луки, который считался покровителем художников в Средние века. Овербек нарисовал эмблему, которую начиная с того времени они ставили на обороте своих холстов: евангелист Лука под аркой с буквами HWP-OVS (первые буквы фамилий шести художников, членов Союза), в двух верхних углах шпага и факел истины, посередине, наверху, большая буква «W», обозначающая «Wahrheit» (Правда), внизу дата 10 июля 1809.
Изначально художников называли «назарейцами» иронически из-за их длинных волос (отпущенных в подражание иудейским отшельникам назореям), однако позднее это название утвердилось в наименования течения в искусстве XIX века. Группа получила признание в 1816—1817 годах, выполнив роспись Дома Бартольди, резиденции прусского посла Якоба Людвига Саломона Бартольди. В работе над фресками по мотивам легенды об Иосифе участвовали Овербек, Корнелиус, Фейт и Вильгельм фон Шадов (в настоящее время фрагменты фресок хранятся в Старой национальной галерее в Берлине). В 1817—1818 годах Овербек, Корнелиус, Фейт и Юлиус Шнорр фон Карольсфельд участвовали в декорировании Виллы Массимо.

## Художественная программа объединения
Главной целью назарейцев было изучение работ старых итальянских мастеров, возвращение к эстетическим ценностям искусства раннего итальянского Возрождения, христианскому обновлению и новому прочтению старого итальянского и немецкого искусства. К союзу присоединились Филипп Фейт и Петер фон Корнелиус. Назарейцы инициировали образ жизни средневековых религиозных общин. Отправной точкой движения считают изучение художниками репродукций старой итальянской живописи, увиденных ими в «Истории итальянской живописи» братьев Рипенхаузен (1805) и, отчасти, эстетические воззрения их нового члена, австрийского художника Йозефа Антона Коха. Отсюда эстетические идеи пуризма (от лат. purus — чистый), которые позднее, в 1843 году, сформулировал в своём эссе «О пуризме в искусстве» (Del purismo nelle Arti, 1843) итальянский литератор, живописец и теоретик искусства Антонио Бьянкини
. Эти идеи, которые в полной мере разделяли назарейцы, поддержавшие манифест Бьянкини, в свою очередь, восходят к статьям об искусстве Катрмера-де-Кенси и Иоганна Вольфганга фон Гёте («Античное и современное», 1818).
Назарейцы выступали против позднего, выхолощенного академиями классицизма и, предвосхитив концепции прерафаэлитов, пытались возродить истинно религиозное искусство. Эта идеология отражала дух времени, являясь отражением религиозно-патриархальных иллюзий, которые были свойственны консервативной линии немецкого романтизма. Противостояние классицизму подразумевало другой выбор тем — теперь это были не мифологические «античные», а исторические и религиозные образы.
Средневековье виделось немецким художникам воплощением этических идеалов. Содружеству назарейцев было свойственно настроение ухода от современности в мир мифов и преданий, идеалом для них стал монах-художник, обращающийся к творчеству с постом и молитвой. Они опирались на художественную программу, созданную под влиянием взглядов немецких философов-идеалистов и писателей XVIII столетия. В кельях заброшенного монастыря они образовали коммуну с совместным хозяйством, принимали пищу в трапезной под чтение Библии и «Сердечных излияний отшельника — любителя искусств» немецкого романтика Вильгельма Генри Вакенродера (1797).
В 1813 году те из них, кто до этого были протестантами, приняли католичество. Подражание средневековым монастырям и художественным артелям влияло на поведение и внешний облик назарейцев. Они полностью разделяли мнение Фридриха Шлегеля о том, что современный художник «должен походить по характеру на средневекового мастера, быть простодушно сердечным, основательно точным и глубокомысленным, при этом невинным и несколько неловким; (вариант перевода) подобно примитивистам, должен быть верным сердцем, чистым и непорочным, чувствующим и мыслящим, и совершенно не стремиться к достижению мастерства в исполнении своих работ». Их облик запоминался — они носили длинные волосы на манер Дюрера, старонемецкие костюмы с длиннополыми накидками, их речь была экзальтированна.
Кумирами назарейцев были художники проторенессанса и итальянского кватроченто: фра Анджелико, Беноццо Гоццоли, Доменико Гирландайо, Лука Синьорелли. Предпринятое ими изучение итальянских «примитивов» (так длительное время именовали художников «до Высокого Возрождения») изменило их творческие методы и манеру письма. Вскоре назарейцы познакомились с Эберхардом фон Вехтером, учеником Жана-Батиста Реньо в Париже; в Риме он поддержал молодых художников. Летом 1808 года к двум друзьям присоединились ещё четыре студента — швейцарцы Людвиг Фогель и Иоган Конрад Готтингер, австриец Йозеф Зуттер и шваб Йозеф Винтергерст — вместе они работали над картинами, выполненными в «новой манере».
Ведущими фигурами движения стали Фридрих Овербек и Петер фон Корнелиус. В 1812 году умер от туберкулеза один из участников братства Франц Пфорр, после его смерти друзья решили не возвращаться в монастырь. В 1813 году Германия была освобождена от Наполеона — это повлияло на духовные устремления общины. Художники выразили желание просвещать свой народ, что выразилось в их обращении к монументальным фресковым циклам. Условием возрождения немецкого искусства им казалось восстановление традиции фресковой живописи. Они провозгласили фресковые росписи в духе старых мастеров высшей формой живописи и ставили своей целью их воскрешение. После росписи дома консула Бартольди (1816—1817) фресковые росписи назарейцев стали пользоваться успехом, они всё чаще получали заказы, которые выполняли сообща, ориентируясь на живописную традицию учеников Рафаэля. Благодаря этим заказам их полунищенское существование закончилось. Работа в доме Бартольди завершилась банкетом. Почётным гостем праздника был баварский кронпринц — будущий король Людвиг I.

## Последователи и оценка движения назарейцев
Деятельность назарейцев в Риме стала примером для художников следующего поколения, и в 1813 году в Рим прибыли младшие последователи движения: Вильгельм фон Шадов и его брат Рудольф, затем братья Иоханнес и Филипп Фейт. Последний приехал в Рим лишь в 1815 году и, присоединившись к братству, внёс элемент патриотизма в среду прежде безразличных к политике художников. В эти годы группа испытала сильное влияние классицизма школы Жака-Луи Давида.
В 1800—1830 Рим посетило более полутысячи немецких художников, и большая часть имела контакты с назарейцами. В 1819 году назарейцы и некоторые другие художники Рима организовали выставку своих работ в честь визита в этот город австрийского императора, который её не посетил, но отправил наследника Людовика.
В 1820—1830-х годах большинство назарейцев вернулось на родину, где они заняли академические и придворные должности: король Людвиг I Баварский приглашал в Мюнхен лучших мастеров Европы. Назарейцы прибыли в Баварию в 1820—1830-х годах, чтобы расписать общественные здания на сюжеты из немецкой истории. Заметных успехов добился Петер Корнелиус, который стал директором Академии в Дюссельдорфе, затем в Мюнхене и Берлине. Овербек до самой смерти жил в Италии.
Творчество назарейцев значительно повлияло на развитие исторической живописи XIX века, в особенности, на немецкий академизм последующего периода. Кроме того, деятельность Назарейцев предвосхитила многие идеи и взгляды неоромантических течений 2-й половины XIX века. Среди них — движение прерафаэлитов (Англия), неоготика, Движение искусств и ремесел и т. д. Также с развитием назарейской школы связывают живопись других направлений: Иль Пуризмо (Италия), лионская школа (Франция), работы раннего Александра Иванова.
«По замыслу участников новой школы, — писал Петр Петрович Гнедич, — с помощью религии художник сохраняет душу чистой и создает нечто высокое во славу церкви». Своей целью идеалисты-назарейцы видели борьбу с безнравственностью живописи Нового времени. Возрождение «истинно христианского чувства» диктовало им отказ от «изучения анатомии по трупам и использования натурщиц». Художники позировали друг другу. Они работали не на натуре, а в своих кельях, подобным монастырским, считая, что художник должен изображать не природу, а чувства. Любимым выражением Овербека было: «Модель убивает идею». Целью художников стало «новое религиозно-патриотическое искусство», что подразумевало следование национальной традиции в русле европейской культуры и возрождение подлинно религиозного искусства. Живопись была для них «божественным искусством», «поэзией в форме и цвете». «Искусство — это молитва, и нужно поэтому вернуться к святой неуклюжести примитивов». Согласно воззрениям Овербека, в искусстве существовали только три истинных направления: путь, приближенный к натуре (Дюрер), к идеалу (Рафаэль) и фантазии (Микеланджело).

## Назарейцы и работы старых мастеров
Старыми немецкими мастерами, творчество которых признавали назарейцы, были Дюрер, Ганс Гольбейн Младший и Лукас Кранах Старший. Однако, противопоставляя «искреннее искусство» академическим схемам и салонным вкусам, «назареи использовали всё те же академические формы живописи: выверенный рисунок, статичность композиции, условную локальную раскраску вместо тональных отношений». Принцип стилизации не давал возможности назарейцам найти новый живописный метод. Так произведения Овербека и Корнелиуса постоянно сохраняют характер контурного рисунка, некоего картона, подцвеченного краской, которая играет лишь второстепенную, вспомогательную роль в картине. «Их искусство в целом производит впечатление холодной, рассудочной стилизации. Литературная программа преобладала над изобразительными качествами».
Идеалом назарейцам представлялся Рафаэль, но, скорее, не в качестве примера живописного мастерства, а как человек, которому ниспослан свыше идеал красоты. Именно об этом повествует одна из новел Вакенродера «Видение Рафаэля» и картина, написанная на эту тему братьями Рипенхаузенами. Назарейцы преклонялись перед Дюрером, как примером религиозного благочестия и служения искусству как ремеслу.
Гнедич также писал: «Назарейцы сделали шаг вперед, обратившись к изучению красок итальянских мастеров, но они были только подражателями. Стараясь избежать всего материального, живописцы не брали живых моделей из опасения отклониться от идеального образа, созданного воображением… Назарейцы отнимали у религиозных образов плоть и кровь, оставляя только линии. Их произведения были слишком возвышенны и далеки от действительности, а потому — безжизненны. Обладая превосходными намерениями, желавшие всей душой просветить человечество, они были лишены силы гения, который светится в произведениях истинных мастеров. Они не сумели достаточно овладеть формой, приурочили живопись к школе и свели её до степени учебного пособия».
«Романтизм назарейцев можно назвать „классицизмом наизнанку“; это чувствовал Каспар Давид Фридрих, сравнивший его художников с ростовщиками, которые живут прибылью с чужой собственности. Назарейцы не пошли дальше прекрасной и благородной мечты о духовно богатом и общественно значимом искусстве». Гёте также относился к ним с неприязнью: «Впервые в истории искусства такие таланты, как Овербек и Корнелиус, предпочитают отступать назад и, вернувшись во чрево матери, основать новую эпоху искусства». Гёте считал произведения назарейцев «выхолощенным, мещанским романтизмом».
Со временем «они всё дальше отходили от натуры, теряли связи с современной жизнью и довольно быстро впали в сухое и холодно-отвлечённое стилизаторство, по существу смыкавшееся с академическими традициями, против которых они изначально выступали. Более значительны достижения назарейцев в области портрета и пейзажа, где они в большей мере обращались к непосредственному наблюдению натуры».
Не создав нового творческого метода, художники были обречены на эпигонство. Показательно, что многие из них вернулись в академии. Петер фон Корнелиус в 1819 году стал директором Дюссельдорфской, а затем Мюнхенской и Берлинской академий. Юлиус Шнорр фон Карольсфельд в 1846—1871 годах был профессором Академии в Дрездене и директором Картинной галереи старых мастеров. Архаизирующие приёмы назарейцев и натурализм формы смыкается в немецком искусстве XIX века с таким консервативным течением как бидермайер.

## Основные участники
- Бегас, Карл
- Бендеман, Эдуард Юлий Фридрих
- Вехтер, Эберхард фон
- Винтергерст, Йозеф
- Готтингер, Иоган Конрад
- Зайтц, Александр Максимилиан
- Зуттер, Йозеф
- Катель, Франц Людвиг
- Коломбо, Джованни
- Корнелиус, Петер Йозеф фон
- Кох, Йозеф Антон
- Луиджи Муссини
- Мюллер, Карл
- Мюллер, Андреас
- Надорп, Франц
- Овербек, Иоганн Фридрих — работал в мягкой итальянизирующей манере и считался среди своих новым воплощением Рафаэля
- Оливье, Фердинанд Иоганн фон
- Оппенгейм, Мориц Даниэль
- Пфорр, Франц — увлекался старой немецкой живописью, называл себя «Альбрехтом с Майна», отождествлясь с Дюрером — «Альбрехтом из Нюрнберга».
- Фейт, Иоганнес
- Фейт, Филипп
- Фогель, Георг Людвиг
- Хесс, Генрих
- Шадов, Фридрих Вильгельм фон
- Шеффер фон Леонардсхоф, Иоганн Евангелист
- Шнорр фон Карольсфельд, Юлиус
- Шраудольф, Иоганн

## Избранные произведения
- Франц Пфорр, цикл картин из жизни короля Рудольфа I, (1809—1810), Франкфурт-на-Майне
- Циклы фресок на тему жизни Иосифа в римском доме прусского консула Якоба Соломона Бартольди (1816—17; с 1886—1887 гг. в Национальной галерее, Берлин).
  - Петер фон Корнелиус: композиции Иосиф, толкующий сон фараона и «Братья узнают Иосифа»
  - Иоганн Фридрих Овербек: «Продажа Иосифа братьями» и «Семь лет голода»
  - Фридрих Вильгельм фон Шадов: «Плач Иакова об Иосифе» и «Иосиф, разгадывающий сны в тюрьме»
  - Филипп Фейт — «Семь лет плодородия» и «Иосиф и жена Пентефрия»
  - Катель: пейзажи
- Циклы фресок на сюжеты из «Освобожденного Иерусалима» Торквато Тассо, Данте, Петрарки и Ариосто в Казино Массимо (1819—30) в Риме
- «Италия и Германия», Фридрих Овербек
- «Торжество религии» Овербека (1830—1840-е гг., Франкфурт, эскиз в Эрмитаже)
- «Всадники Апокалипсиса» (1841, Берлин, Национальная галерея) Корнелиуса

## Галерея
- Петер фон Корнелиус. Погребение Христа
- Фридрих Овербек. Триумф религии в искусствах. 1831—1840. Холст, масло. Штеделевский художественный институт, Франкфурт-на-Майне
- Фридрих Овербек. Портрет художника Франца Пфора. 1810. Холст, масло. Старая национальная галерея, Берлин
- Филипп Фейт. Аллегория Германии. 1834—1836. Фреска (перенесена на холст). Штеделевский художественный институт, Франкфурт-на-Майне
- Юлиус Шнорр фон Карольсфельд. Брак в Кане Галилейской. 1819. Холст, масло. Кунстхалле, Гамбург
- Франц Пфорр. Въезд императора Рудольфа в Басилею. 1809—1819. Холст, масло. Штеделевский художественный институт, Франкфурт-на-Майне
- Фридрих фон Шадов. Сыновья Иакова приносят ему известие о гибели Иосифа. 1816—1817. Фреска, темпера. Из Виллы Бартольди. Старая Национальная галерея, Берлин
- Филипп Фейт. Эмпиреи и восемь небес рая. Деталь: Солнечное небо с Данте и Беатриче между Фомой Аквинским, Альбертом Великим, Петром Ломбардским. 1817—1827. Фреска. Вилла Массимо, Рим